# Chitrella cavicola
Espèce
Synonymes
- Obisium cavicola Packard, 1884

Chitrella cavicola est une espèce de pseudoscorpions de la famille des Syarinidae.

## Distribution
Cette espèce est endémique des États-Unis. Elle se rencontre en Virginie et en Virginie-Occidentale dans des grottes.

## Description
L'holotype mesure 2 mm.

## Systématique et taxinomie
Cette espèce a été décrite sous le protonyme Obisium cavicola par Packard en 1884. Elle est placée dans le genre Microcreagris par Beier en 1932 puis dans le genre Chitrella par Muchmore en 1962.

## Publication originale
- Packard, 1884 : New cave arachnids. American Naturalist, vol. 18, p. 202-204 (texte intégral).